# Tobias Öller

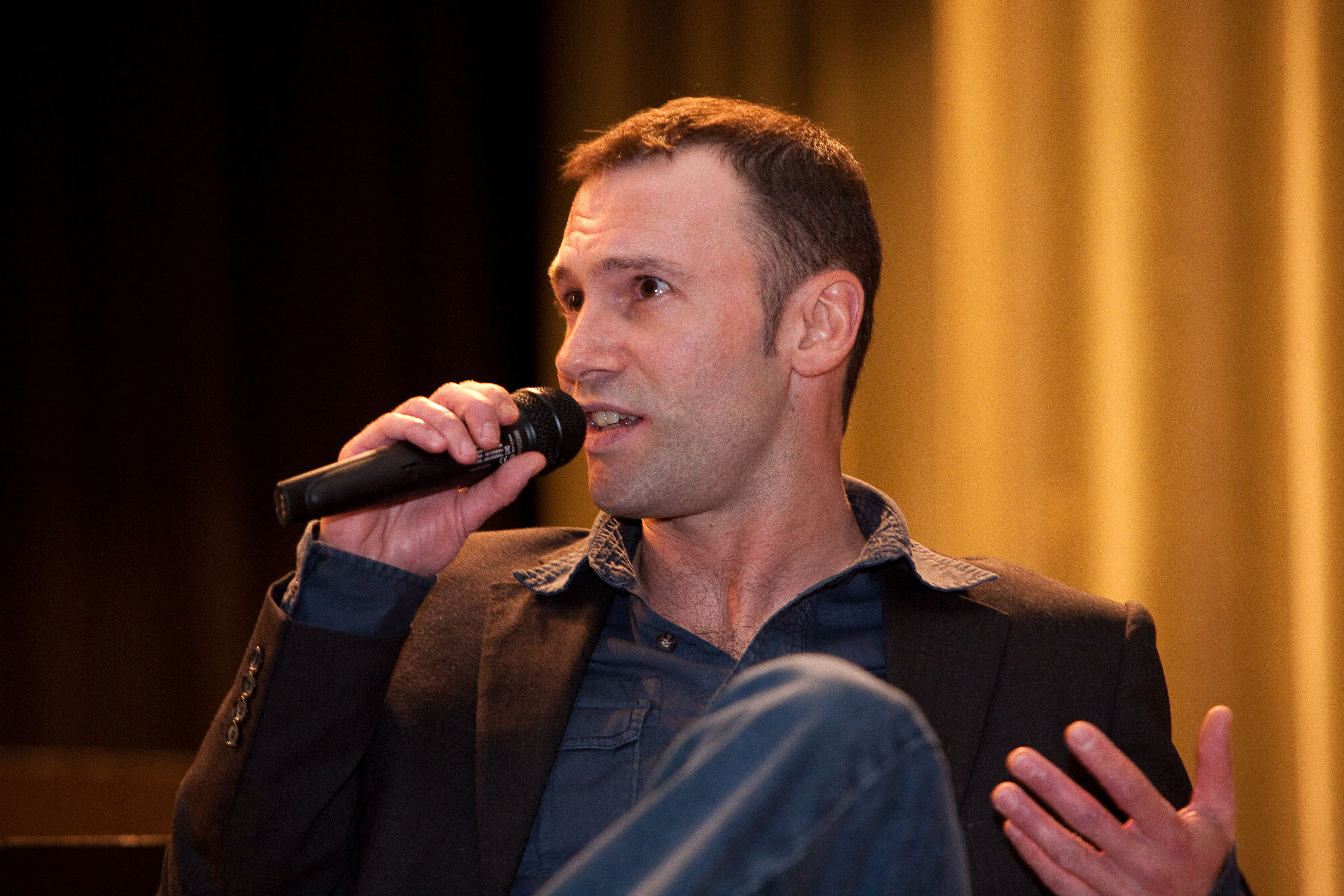
Tobias Öller bei der Verleihung des Franz-Ringseis-Kulturpreises 2012

Tobias Öller (* 21. Juni 1974 in Tegernsee, Oberbayern) ist ein deutscher Kabarettist, Bühnenkünstler, Musiker und Autor.

## Leben
Tobias Öller absolvierte sein Abitur am Gymnasium Tegernsee und begann ein Studium der Politikwissenschaft an der Ludwig-Maximilians-Universität München, das er ohne Abschluss beendete. Mit der Punk-’n’-Roll-Band Gob Cookies brachte er 1999 die LP Great White World auf den Markt.
2006 trat er mit seinem Soloprogramm Warten auf Sezuan – Wortsonate für Nihilist und Noagerlzuzler auf. Es folgten die Programme Chateau Rouge oder Das Scheitern der Revolution (2008) und Spiel mir das Lied vom Schnee – ein Weihnachtswestern (2008).
2009 verfasste er das Drehbuch für den Kurzfilm Calamari Blues. In dieser in bairischer Mundart gehaltenen Banker-Komödie (Premiere 2011), die beim Internationalen Filmfest Independent Days in Karlsruhe gezeigt wurde, spielt er zudem die Rolle des Bankangestellten Julius Beugsam.
Von 2010 bis 2012 trat Öller zusammen mit der Schauspielerin Christine Eixenberger als Kabarett-Duo Öller & Eixenberger mit dem Programm Überstunden auf. Für seine Bühnenpartnerin schrieb er im Anschluss die Soloprogramme Ballkontakt – Eine Spielerfrau packt aus (2012) und Lernbelästigung (2015). In der Produktion Drei Kritische (2012) traten Öller und Christine Eixenberger zusammen mit der Kabarettistin Franziska Wanninger auf.
2011 wurde Öllers Theaterstück Der Fall Dracula als Live-Hörspiel uraufgeführt. Sein Kriminalstück "Seifenoper" (Auftragsarbeit für das Fools Theater Holzkirchen) wurde 2012 und 2013 als Krimi-Dinner aufgeführt. Für das Wirtshaus im Schlachthof in München schrieb und konzipierte er 2012 die Komödie Ox vorm Berg, die den grotesken Werdegang eines unbekannten Malers zum internationalen Star erzählt.
2013 produzierte Öller in Zusammenarbeit mit dem Cabaret des Grauens in Burghausen das Kabarett-Format Radio Rustikal. Die Mediensatire verbindet Kabarett und Musik in einer fiktiven Radiosendung. Im selben Jahr gründete Öllers zusammen mit Erich Kogler und Wolfgang Hierl die Formation Ciao Weiß-Blau.

## Auszeichnungen
- Niederbayerischer Kabarettpreis 2010 (1. Platz)
- Paulaner Solo+ Kabarett-Nachwuchs-Preis 2010 (2. Platz)
- Thurn- und Taxis Kabarettpreis 2012 (3. Platz, zusammen mit Christine Eixenberger)
- Franz Ringseis Kulturpreis 2012 (Laudator: Marcus H. Rosenmüller)

- Warten auf Sezuan – Wortsonate für Nihilist und Noagerlzuzler (2006)
- Chateau Rouge oder Das Scheitern der Revolution (2008)
- Spiel mir das Lied vom Schnee – ein Weihnachtswestern (2008)

## Werke

### Kabarett-Programme
- 2006: Warten auf Sezuan – Wortsonate für Nihilist und Noagerlzuzler
- 2008: Chateau Rouge oder Das Scheitern der Revolution
- 2008: Spiel mir das Lied vom Schnee – ein Weihnachtswestern
- 2010: Überstunden (zusammen mit Christine Eixenberger)
- 2012 Drei Kritische (in Kooperation mit Christine Eixenberger und Franziska Wanninger)
- 2013: Radio Rustikal
- 2017: Bla Bla Land

### Musicals
- 1995/2003: Personal Suicide Show
- 2003/2005: Metropoly
- 2005/2008: Artifex Maximus

### Theater
- 2008: Halali – Drückjagd in einem Akt
- 2011: Der Fall Dracula
- 2012: Ox vorm Berg
- 2012: Seifenoper

### Drehbuch
- 2009: Calamari Blues
- 2015: Lord und Schlumpfi